# Cargados Carajos

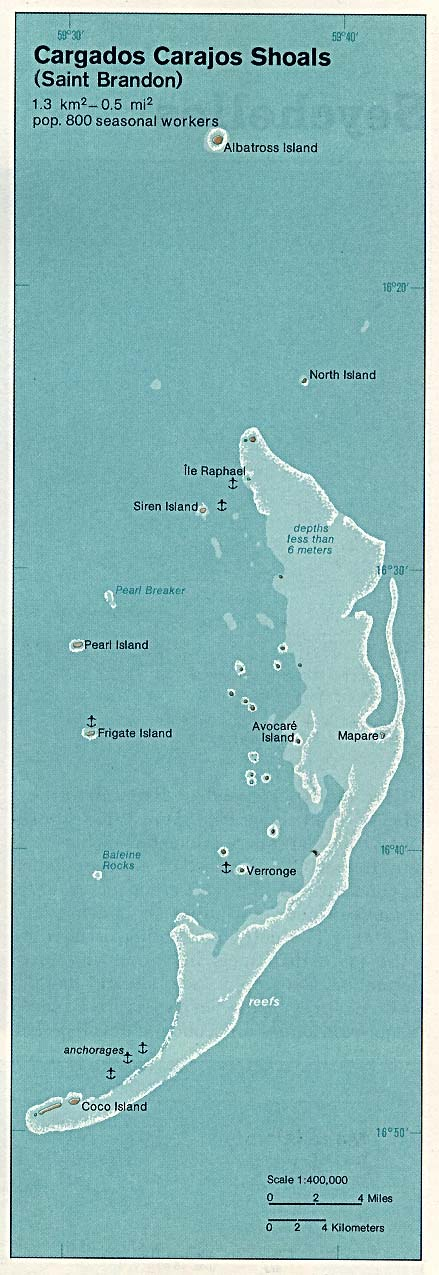
Mapa de Cargados Carajos.

El banco de Cargados Carajos (también conocidos como las Rocas de San Brandón; en inglés, Saint Brandon Rocks) es un grupo de 16 pequeñas islas e islotes en un arrecife extendido en el océano Índico, al noreste de Mauricio. Las islas tienen un área total de tierra de 1,3 km². El arrecife mide más de 50 km de norte a sur y con 5 km de ancho, cortado por tres pasos; en total el área del arrecife abarca 190 km². Las islas tienen una pequeña población, conformada por nativos así como de otros lugares y posee una rica fauna y flora. Las islas son clasificadas como una dependencia de Mauricio, que está a más de 300 km al extremo sur, y son administrados desde Port Louis. Las islas son parte de las islas Mascareñas.

## Geografía
La formación puede ser considerada como un atolón. A continuación, una lista de los islotes del arrecife, de norte a sur, con sus respectivas ubicaciones:
- Albatross Island 16°19′0.0″S 59°36′0.0″E / -16.316667, 59.600000
- Îlot du Nord (North Island) 16°19′0.0″S 59°39′0.0″E / -16.316667, 59.650000
- Île Raphael 16°27′0.0″S 59°37′0.0″E / -16.450000, 59.616667
- Îlot Siren 16°28′0.0″S 59°34′0.0″E / -16.466667, 59.566667
- Île Tortue 16°28′0.0″S 59°41′0.0″E / -16.466667, 59.683333
- Pearl Islet (Île Perle) 16°31′0.0″S 59°32′0.0″E / -16.516667, 59.533333
- Île du Sud 16°32′0.0″S 59°32′0.0″E / -16.533333, 59.533333
- Avocare Island (Avoquer) 16°35′0.0″S 59°40′0.0″E / -16.583333, 59.666667
- Mapare Islet 16°35′0.0″S 59°41′0.0″E / -16.583333, 59.683333
- Frigate Islet (Île Frégate) 16°37′0.0″S 59°31′0.0″E / -16.616667, 59.516667
- Îlote du Paul 16°37′0.0″S 59°33′0.0″E / -16.616667, 59.550000
- Baleine Rocks 16°41′0.0″S 59°30′0.0″E / -16.683333, 59.500000
- Île Veronge (Verronge)	16°41′0.0″S 59°37′0.0″E / -16.683333, 59.616667
- Veronge Ilot 16°42′0.0″S 59°38′0.0″E / -16.700000, 59.633333
- Palm Islet 16°45′0.0″S 59°35′0.0″E / -16.750000, 59.583333
- Coco Island (île aux Cocos) 16°50′0.0″S 59°30′0.0″E / -16.833333, 59.500000
- Grande Capitane 16°40′0.0″S 59°50′0.0″E / -16.666667, 59.833333
- Petite Capitane 16°36′0.0″S 59°34′0.0″E / -16.600000, 59.566667
- Puits A Eau 16°39′0.0″S 59°34′0.0″E / -16.650000, 59.566667
- Île Poulailer 16°44′0.0″S 59°46′0.0″E / -16.733333, 59.766667
- Chaloupe 16°49′0.0″S 59°50′0.0″E / -16.816667, 59.833333
- Courson 16°48′0.0″S 59°30′0.0″E / -16.800000, 59.500000